# Brachycephalus ephippium

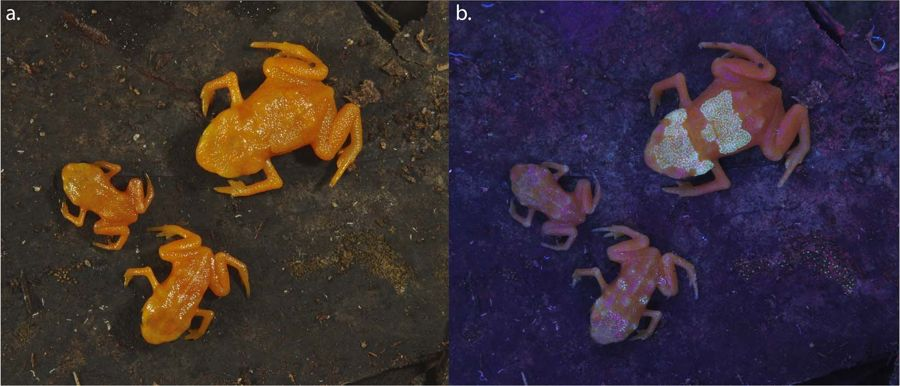
Três indivíduos de diferentes idades apresentando fluorescência.

Brachycephalus ephippium é uma espécie de anfíbio da família Brachycephalidae, que é endêmica do Brasil e está ameaçada por perda de habitat.

## Características
É um sapo de pequeno porte, medindo entre 1,25 cm a 1,97 cm, podendo ser alaranjado ou amarelo-cromo, com apenas dois dedos funcionais na mão e três artelhos no pé. Caminha lentamente de modo característico, dificilmente pula, possui a cor vistosa, o que pode estar associado à presença de substância tóxica na pele, semelhante à tetrodotoxina, que possivelmente tem função defensiva contra predadores. A dieta dos adultos consiste de pequenos artrópodes, principalmente integrantes da ordem Collembola, mas também inclui ácaros e larvas de insetos.
Em março de 2019, foi descoberto que a espécie, junto com a Brachycephalus pitanga, possuem fluorescência, absorvendo radiação ultravioleta tipo A, com comprimento de onda entre 365 e 390 nanômetros, e emitindo em formato de luz, com comprimento entre 450 e 470 nanômetros. Tal comportamento só é observado em mais outras duas espécies de anfíbios: a Boana punctata e a B. atlantica. A partir de análises histológicas, foi possível se determinar que os órgãos envolvidos com a fluorescência são os seus ossos, e como sua pele é fina, é possível que o fenômeno seja observado sem que o animal seja dessecado. Ainda não se sabe a serventia de tal comportamento, porém sugere-se que sirva na comunicação entre indivíduos da mesma espécie ou como comportamento aposemático, alertando possíveis predadores sobre seu nível de toxicidade.

## Habitats
Os seus habitats naturais são: florestas subtropicais ou tropicais húmidas de baixa altitude e regiões subtropicais ou tropicais húmidas de alta altitude. São bastante abundantes na Mata Atlântica da Serra do Mar e da Mantiqueira, na região de Campinas é encontrado em áreas florestais dos planaltos, em altitude superior a 1 000 m. Ocorre desde a Bahia até o Paraná.

## Hábitos
O Brachycephalus ephippium pode ser observado tanto durante o dia quanto à noite, andando no chão da mata ou em bromélias. Possui hábitos diurnos, e às vezes é encontrado em grupos, em manhãs ensolaradas, depois de fortes chuvas de verão.

## Reprodução
A época da reprodução começa na estação das chuvas. Os machos vocalizam sobre a serrapilheira. A desova é terrestre, composta de poucos ovos despigmentados e ricos em reserva nutritiva, vitelo. Os ovos são colocados em pequenas cavidades no solo, sob folhas secas, e recobertos por detritos ou terra.